# Turčiansky Peter
Turčiansky Peter es un municipio del distrito de Martin en la región de Žilina, Eslovaquia, con una población estimada a final del año 2024 de 587 habitantes.
Se encuentra ubicado al oeste de la región, cerca del curso alto del río Váh (cuenca hidrográfica del Danubio) y del parque nacional de Veľká Fatra.

## Demografía
| Año        | 1994 | 2004     | 2014     | 2024     |
| ---------- | ---- | -------- | -------- | -------- |
| Población  | 237  | 319      | 452      | 587      |
| Diferencia |      | +34,59 % | +41,69 % | +29,86 % |

| Año        | 2023 | 2024    |
| ---------- | ---- | ------- |
| Población  | 570  | 587     |
| Diferencia |      | +2,98 % |